# Schottenring (métro de Vienne)
Schottenring (en allemand : U-Bahn-Station Schottenring), est une station de correspondance de la ligne U2 et de ligne U4 du métro de Vienne. Elle est située sous la Universitätsstrasse sur le territoire du Ier arrondissement Innere Stadt, à Vienne en Autriche.
Mise en service en 1978 et 1980, elle dispose d'une station desservie par la ligne U2 et d'une station desservie par la ligne U4.

## Situation sur le réseau

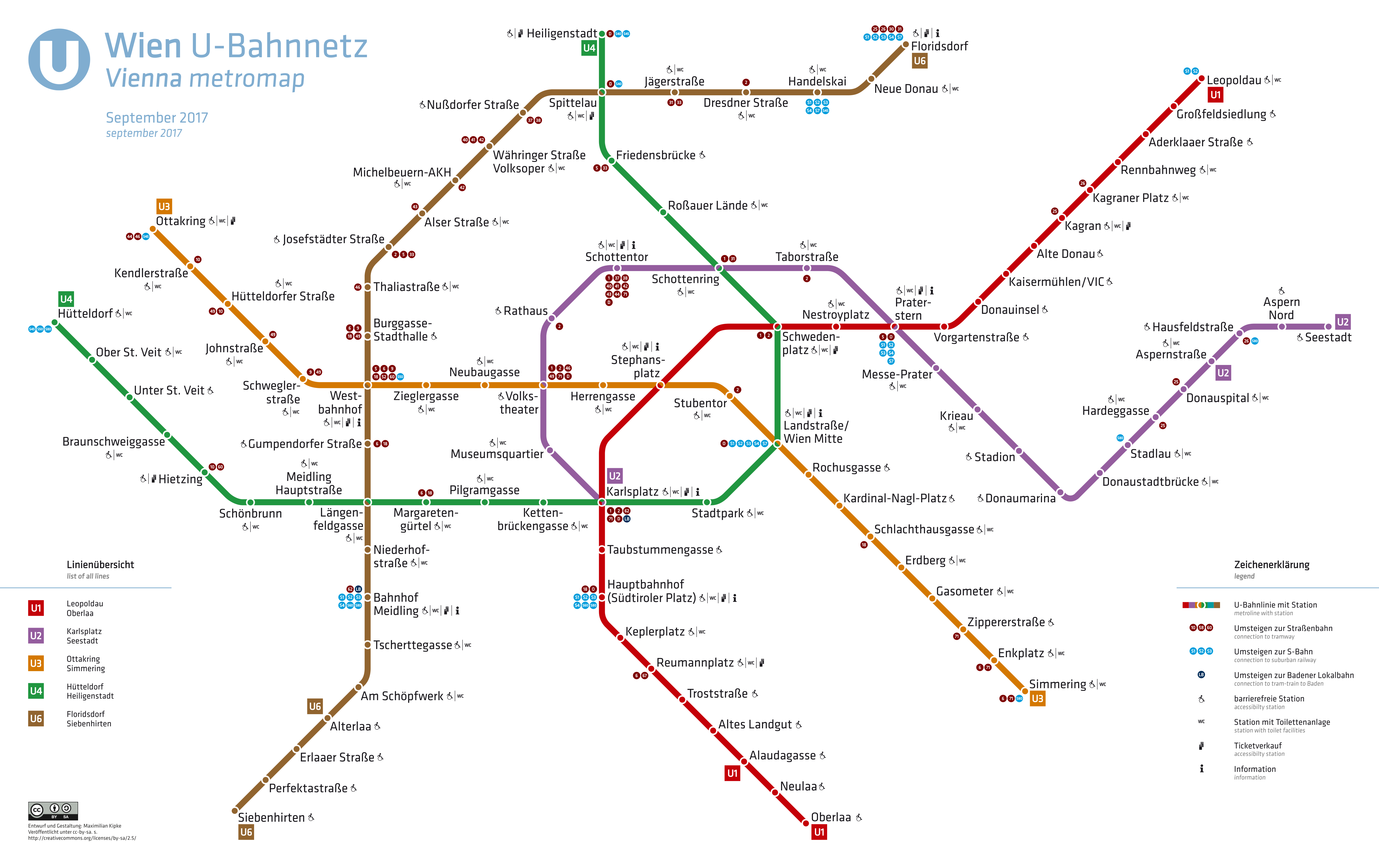
Plan du métro (2017).

Établie en souterrain, Schottenring est une station de correspondance disposant de deux sous-stations :
Schottenring U2 est une station de passage située entre la station Taborstrasse, en direction du terminus est Seestadt, et la station Schottentor, en direction du terminus ouest Schottentor. Elle dispose d'un quai central encadré par les deux voies de la ligne ;
Schottenring U4 est une station de passage située entre la station Schwedenplatz, en direction du terminus ouest Hütteldorf, et la station Rossauer Lände, en direction du terminus nord-est Heiligenstadt. Elle dispose d'un quai central encadré par les deux voies de la ligne. 

## Histoire
La station Schottenring (U4) est mise en service le 3 avril 1978, lors de l'ouverture à l'exploitation de la section de Friedensbrücke à Schottenring. Elle devient une station de passage le 15 août de la même année lors du prolongement de la ligne U4 jusqu'à Karlsplatz (U4).
La station Schottenring (U2) est mise en service le 30 août 1980, lors de l'ouverture à l'exploitation de la première section de la ligne U2 de Karlsplatz (U2) à Schottenring. Elle devient une station de passage, de nombreuses années plus tard, le 10 mai 2008, lors de l'ouverture de la section suivante jusqu'à Stadion.

## Services aux voyageurs

### Accès et accueil

Installations
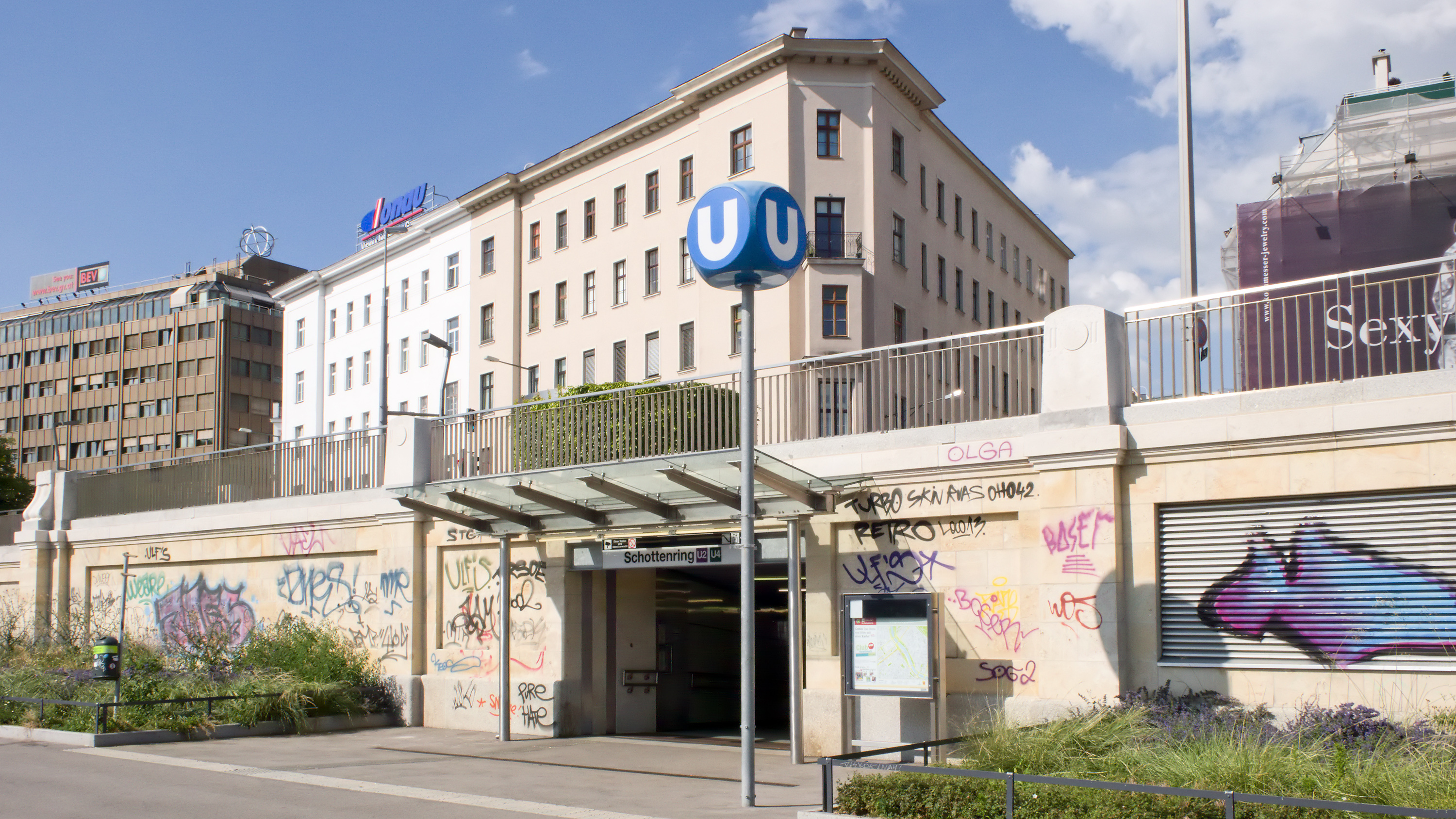
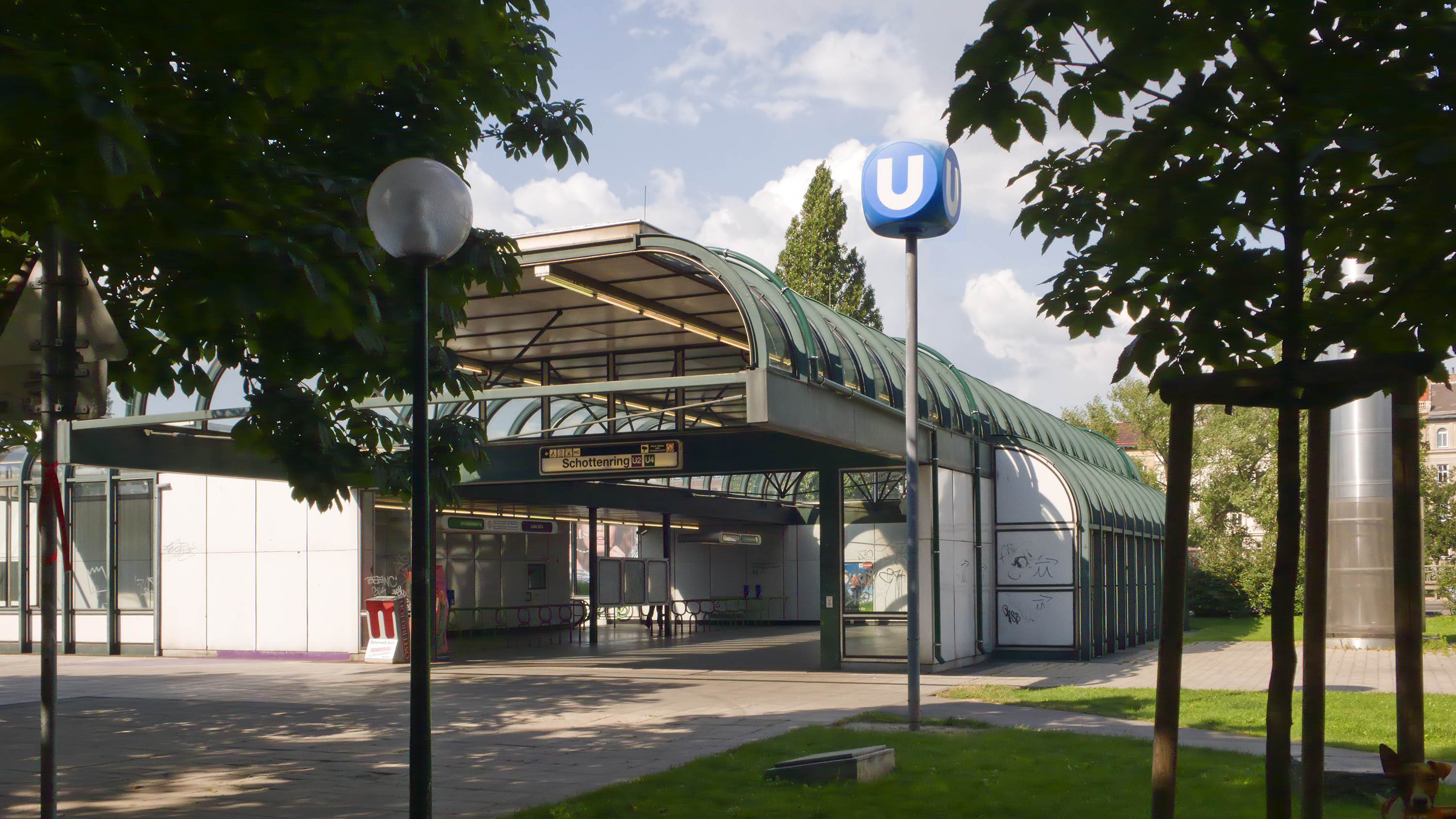
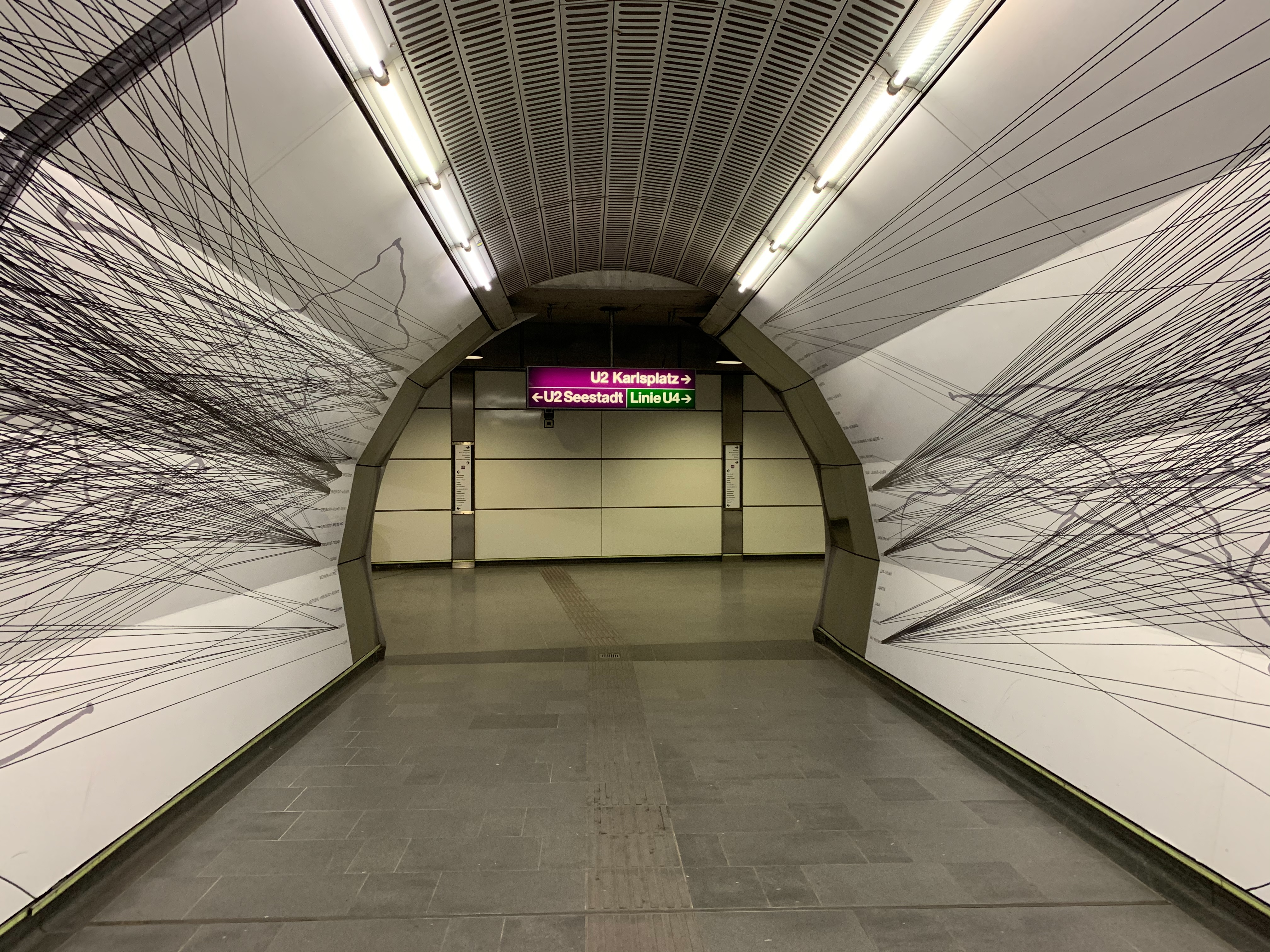

### Desserte

Schottenring U2
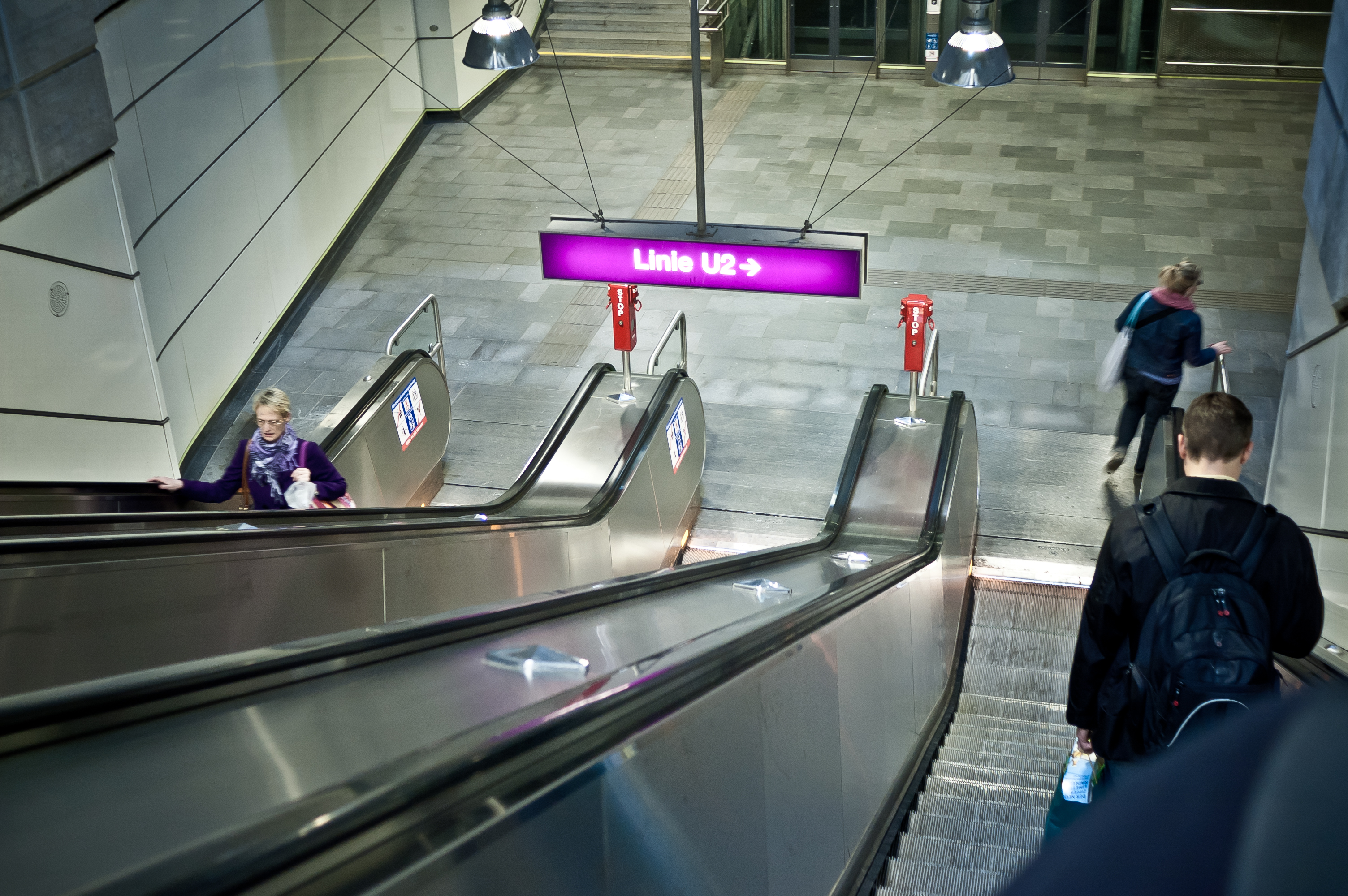
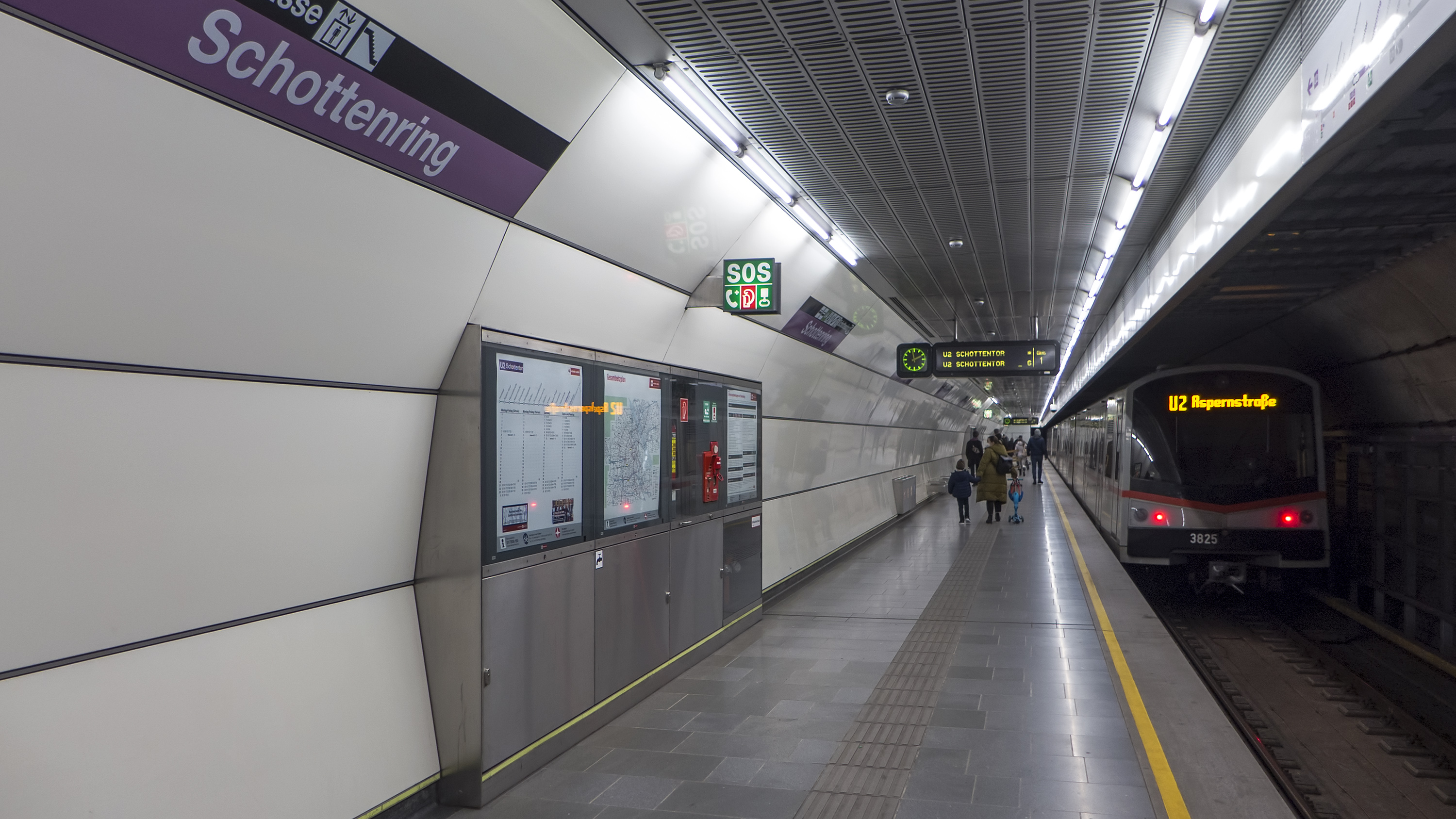

Schottenring U4
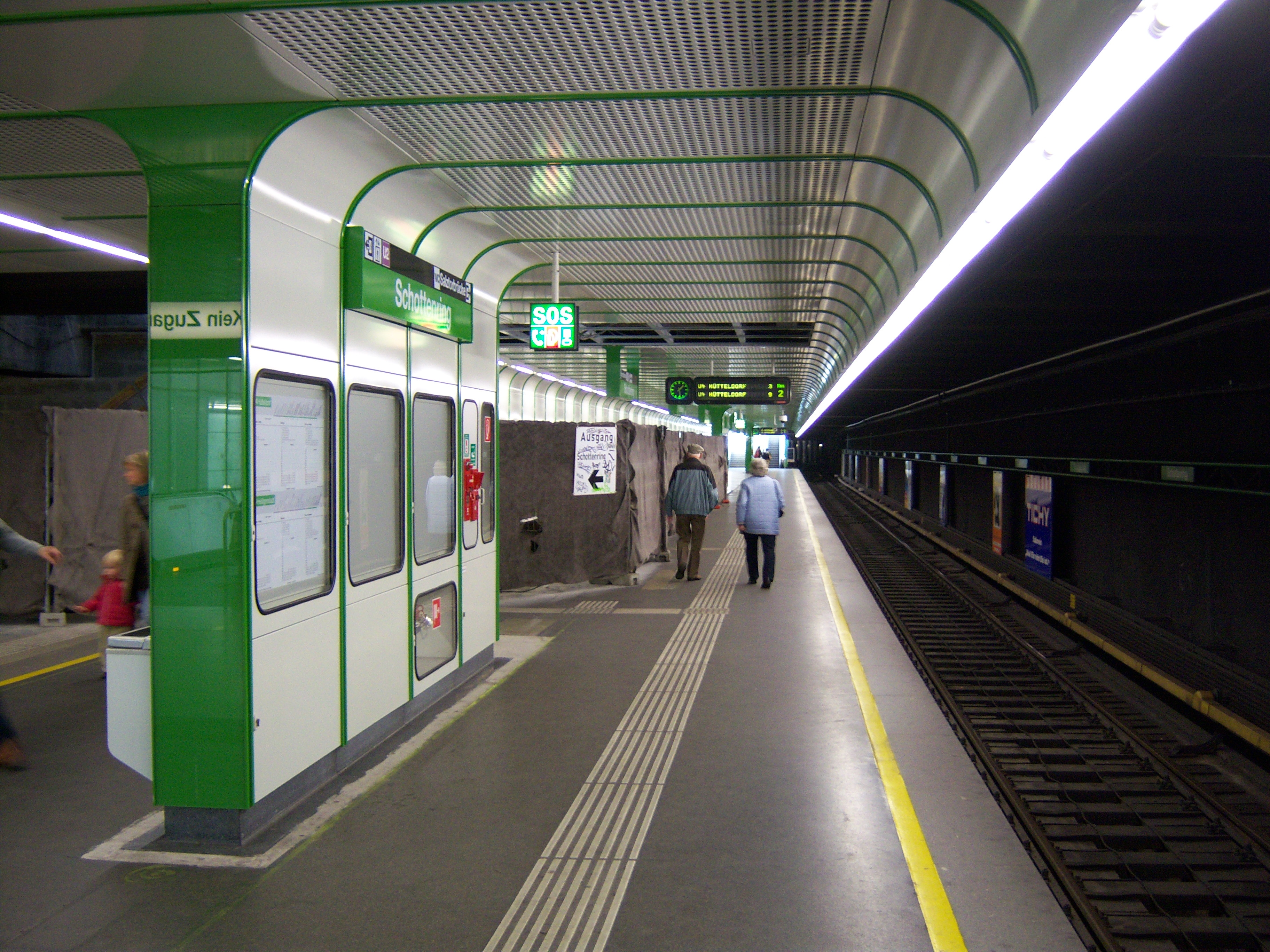
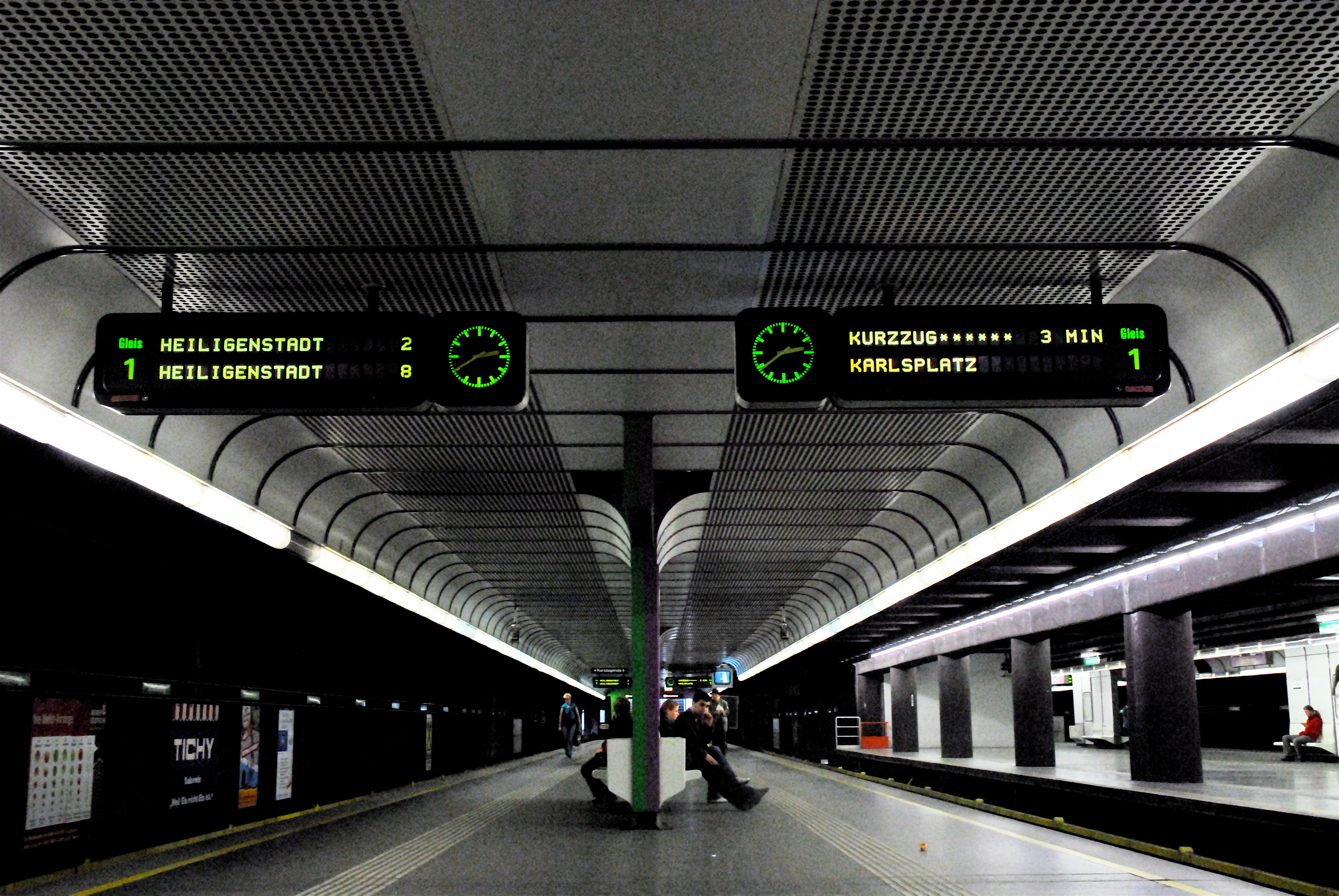
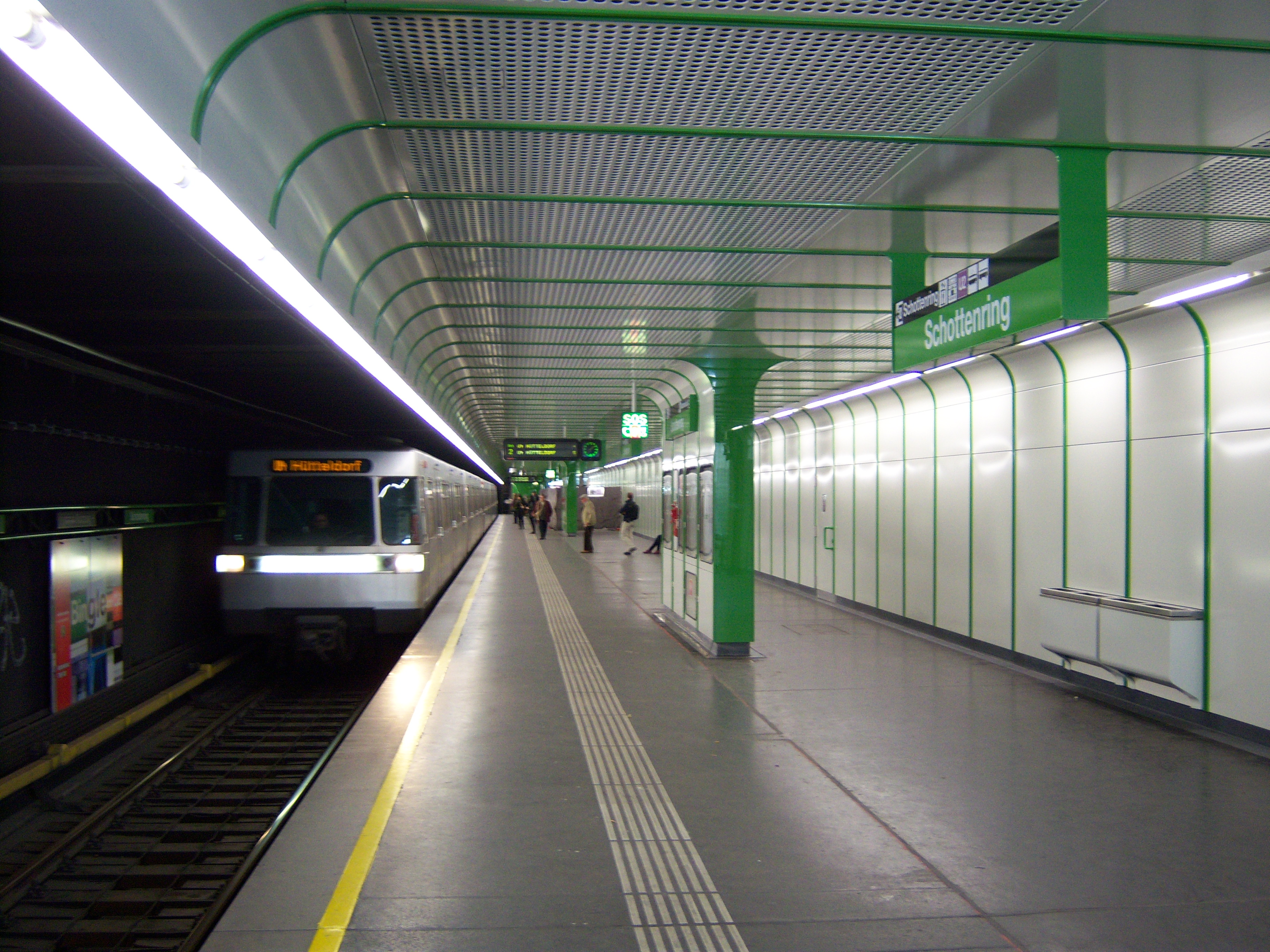

## À proximité
- Schottenstift
- Ringturm